# 江邊北路
江邊北路（：／ Gangbyeonbuk-ro */?）是一條連接韓國首爾特別市和京畿道的快速道路，沿著貫穿首爾市中心的漢江北岸興建，為首爾車流量最大的都市高速道路之一，串連了江上的多座大橋及市內其他幹道，並與數條國道和國家支援地方道共線。該路於1969年起陸續分段通車，期間亦經歷過數次更名。

## 歷史
江邊北路最早建成的路段於1969年12月25日開通，長約8公里、東西兩端點分別為漢江大橋與楊花大橋。此後，韓國政府又為了疏解漢城（今首爾）市中心交通、開發漢江河濱地區，而從漢江大橋向東增建了長約9.4公里的新路段，直抵漢江支流——中浪川上的龍飛橋和城東橋（성동교）為止，1970年12月23日落成，並由時任韓國總統朴正熙和漢城市長梁鐸植主持通車典禮。1972年7月，龍飛橋沿漢江北岸東延至蠶室大橋的5公里延伸段也宣告啟用，蠶室大橋－千戶大橋路段（3.7公里長）及城山大橋以西路段（7.2公里）則分別在1981年6月26日及1982年7月竣工。
漢江北岸的江邊公路分階通車後，曾分別命名為江邊1路（강변1로）、江邊2路、江邊3路、江邊4路及江邊5路等路段，其中的江邊4路漢江大橋－楊花大橋段於1984年3月21日改稱大建路（대건로），以紀念朝鮮半島首位殉道神父金大建，但該路及江邊1路至5路的其他路段在1988年9月8日統一命名為江邊大路（강변대로）。1997年10月14日，漢城市召開地名委員會，對包括江邊大路及地鐵站、公園等設施在內的39件更名案進行了改正，該路遂正式採用今名。2003年11月4日，江邊北路自千戶大橋北端（廣壯洞）東延至京畿道九里市的立體化路段、及進一步通往南楊州市的平面路段完工啟用。

## 利用狀況
江邊北路以東西走向橫貫首爾市中心，並與多座橋梁及幹道連接、交會，車流量龐大。截至2015年4月為止，江邊北路於首爾8條都市高速公路中為全線日均車流量最高者，每日可達26.0402萬輛次，銅雀大橋－盤浦大橋段則具有全市第二高的路段日均車流量，每日約14.8萬輛，僅次於東部幹線道路聖水大橋－城東橋路段的15.1萬輛次。首爾都市交通本部（도시교통본부）研究指出，往返江南區與一山、坡州等首爾西北部衛星城市間的大量汽車湧入，使江邊北路上的路段處於繁忙狀態。

## 交會道路及橋梁列表
| 類型       | 名稱             | 交會路線                                                                                                 | 位置                                       | 位置                                                                    | 備註                                                                |
| 西接自由路 | 西接自由路       | 西接自由路                                                                                               | 西接自由路                                 | 西接自由路                                                              | 西接自由路                                                          |
| ---------- | ---------------- | --- | ------------------------------------------ | ----------------------------------------------------------------------- | ------------------------------------------------------------------- |
| 交流道     | 加陽大橋         | 加陽大橋 禾谷路                                                                                          | 首 爾 特 別 市                             | 麻 浦 區                                                                |                                                                     |
| 平面 交會  | 晚霞公園         | 天空公園路                                                                                               | 首 爾 特 別 市                             | 麻 浦 區                                                                | 西行車道可進出該路                                                  |
| 交流道     | 蘭芝公園         | 繒山路                                                                                                   | 首 爾 特 別 市                             | 麻 浦 區                                                                | 東行車輛無法駛入該路                                                |
| 交流道     | 城山大橋         | 城山大橋 國道1號（西部幹線道路、城山路） 國道48號（西部幹線道路、城山路） 內部循環路（首爾特別市道30號） | 首 爾 特 別 市                             | 麻 浦 區                                                                |                                                                     |
| 平面 交會  | （名稱不詳）     | 東橋路                                                                                                   | 首 爾 特 別 市                             | 麻 浦 區                                                                | 西行車輛可駛入該路                                                  |
| 交流道     | 楊花大橋         | 楊花大橋 國道6號（仙遊路、楊花路） 國道77號（仙遊路）                                                    | 首 爾 特 別 市                             | 麻 浦 區                                                                |                                                                     |
| 平面 交會  | （名稱不詳）     | 臥牛山路                                                                                                 | 首 爾 特 別 市                             | 麻 浦 區                                                                | 西行車道可進出該路                                                  |
| 交流道     | 西江大橋         | 西江大橋 國會大路 西江路                                                                                 | 首 爾 特 別 市                             | 麻 浦 區                                                                | 西行車道未設上橋匝道                                                |
| 平面 交會  | （名稱不詳）     | 大興路                                                                                                   | 首 爾 特 別 市                             | 麻 浦 區                                                                | 西行車道可進入該路                                                  |
| 交流道     | 麻浦大橋         | 麻浦大橋 國道46號（汝矣大路） 首爾特別市道60號（汝矣大路、麻浦大路）                                     | 首 爾 特 別 市                             | 麻 浦 區                                                                |                                                                     |
| 交流道     | （名稱不詳）     | 元曉路                                                                                                   | 首 爾 特 別 市                             | 麻 浦 區                                                                | 東行車道僅設該路出口                                                |
| 交流道     | 元曉大橋         | 元曉大橋 汝矣大方路 青坡路                                                                               | 首 爾 特 別 市                             | 龍 山 區                                                                |                                                                     |
| 交流道     | 漢江大橋         | 漢江大橋 首爾特別市道21號（讓寧路、漢江大路） 二村路                                                     | 首 爾 特 別 市                             | 龍 山 區                                                                | 往橋北端的車輛需走二村路                                            |
| 交流道     | 銅雀大橋         | 銅雀大橋 銅雀大路                                                                                        | 首 爾 特 別 市                             | 龍 山 區                                                                | 西行車道無法上橋                                                    |
| 平面 交會  | 新東亞公寓       | 二村路                                                                                                   | 首 爾 特 別 市                             | 龍 山 區                                                                | 西行車道設有出口 可上銅雀大橋和盤浦大橋                             |
| 交流道     | 盤浦大橋         | 盤浦大橋 首爾特別市道31號（盤浦大路）                                                                    | 首 爾 特 別 市                             | 龍 山 區                                                                |                                                                     |
| 交流道     |                  | 西冰庫路                                                                                                 | 首 爾 特 別 市                             | 龍 山 區                                                                |                                                                     |
| 交流道     | 漢南大橋         | 漢南大橋 首爾特別市道41號（江南大路）                                                                    | 首 爾 特 別 市                             | 龍 山 區                                                                | 西行車道無法上橋                                                    |
| 交流道     | 東部幹線道路入口 | 東部幹線道路（首爾特別市道61號）                                                                         | 首 爾 特 別 市                             | 城 東 區                                                                |                                                                     |
| 交流道     | 聖水大橋         | 聖水大橋 首爾特別市道51號（彥州路、古山子路）                                                            | 首 爾 特 別 市                             | 城 東 區                                                                |                                                                     |
| 交流道     | 龍飛橋           | 纛島路 往十里路                                                                                          | 首 爾 特 別 市                             | 城 東 區                                                                | 纛島路出口位於東向車道、入口位於西向車道 西向車道設有往十里路出入口 |
| 交流道     | 永東大橋         | 永東大橋 國道47號（永東大路、同一路） 國家支援地方道23號（永東大路）                                     | 首 爾 特 別 市                             | 廣 津 區                                                                |                                                                     |
| 交流道     | 淸潭大橋         | 淸潭大橋 東部幹線道路（首爾特別市道61號）                                                                | 首 爾 特 別 市                             | 廣 津 區                                                                | 東行車道僅可往南上橋 西行車道無出入口                               |
| 交流道     | 蠶室大橋         | 蠶室大橋 國道3號（松坡大路、紫陽路） 首爾特別市道71號（松坡大路、紫陽路）                                | 首 爾 特 別 市                             | 廣 津 區                                                                |                                                                     |
| 交流道     | 蠶室鐵橋         | 蠶室鐵橋 江邊站路                                                                                        | 首 爾 特 別 市                             | 廣 津 區                                                                | 東行車道無法上橋                                                    |
| 交流道     | 奧林匹克大橋     | 奧林匹克大橋 首爾特別市道60號（江東大路、廣渡口路）                                                      | 首 爾 特 別 市                             | 廣 津 區                                                                | 西行車道無法上橋                                                    |
| 交流道     | 千戶大橋         | 千戶大橋 國道43號（千戶大路） 國道46號（千戶大路） 首爾特別市道50號（千戶大路）                          | 首 爾 特 別 市                             | 廣 津 區                                                                | 西行車道無法上橋 橋上車輛無法進入東行車道                           |
| 交流道     | 廣津橋           | 廣津橋 九川面路                                                                                          | 首 爾 特 別 市                             | 廣 津 區                                                                | 橋上車輛無法進入西行車道 東行車道無出口                             |
| 橋梁       | 峨嵯山大橋       | | 首 爾 特 別 市                             | 廣 津 區                                                                |                                                                     |
| 橋梁       | 峨嵯山大橋       | 京 畿 道                                                                                                 | 九 里 市                                   |                                                                         |                                                                     |
| 交流道     | 峨川             | 京 畿 道                                                                                                 | 九 里 市                                   | 九里岩寺大橋 首爾特別市道92號 國道43號（阿且山路） 國道46號（阿且山路） |                                                                     |
| 平面 交會  | 土坪三叉路口     | 京 畿 道                                                                                                 | 九 里 市                                   | 坪村路                                                                  |                                                                     |
| 交流道     | 南九里交叉路     | 京 畿 道                                                                                                 | 九 里 市                                   | （19號）九里抱川高速公路                                                | 未開通                                                              |
| 交流道     | 土坪交叉路       | 京 畿 道                                                                                                 | 九 里 市                                   | （100號）首爾外環高速公路 王宿川路                                      |                                                                     |
| 橋梁       | 水石橋           | 京 畿 道                                                                                                 | 九 里 市                                   |                                                                         |                                                                     |
| 橋梁       | 水石橋           | 京 畿 道                                                                                                 | 南 楊 州 市                                |                                                                         |                                                                     |
| 交流道     | 水石             | 京 畿 道                                                                                                 | 水石好坪都市高速化公路 （南楊州市道112號） |                                                                         |                                                                     |
| 平面 交會  | 加雲四叉路口     | 京 畿 道                                                                                                 | 孤山路                                     |                                                                         |                                                                     |
| 平面 交會  | 加雲三叉路口     | 京 畿 道                                                                                                 |                                            |                                                                         |                                                                     |
| 平面 交會  | 芝錦三叉路口     | 京 畿 道                                                                                                 | 國道6號（京春路）                          |                                                                         |                                                                     |